# Liste der Bodendenkmäler in Fürsteneck
Auf dieser Seite sind die Bodendenkmäler in der niederbayerischen Gemeinde Fürsteneck zusammengestellt. Diese Tabelle ist eine Teilliste der Liste der Bodendenkmäler in Bayern. Grundlage ist die Bayerische Denkmalliste, die auf Basis des Bayerischen Denkmalschutzgesetzes vom 1. Oktober 1973 erstmals erstellt wurde und seither durch das Bayerische Landesamt für Denkmalpflege geführt wird. Die folgenden Angaben ersetzen nicht die rechtsverbindliche Auskunft der Denkmalschutzbehörde.

## Bodendenkmäler in Fürsteneck
| Lage                  | Objekt | Akten-Nr.     | Bild |
| --------------------- | --- | ------------- | ---- |
| Plattenhof (Standort) | Siedlung des Endneolithikums. | D-2-7246-0001 |      |
| Dürnberg (Standort)   | Siedlung des Endneolithikums. | D-2-7246-0002 |      |
| Simpolen (Standort)   | Siedlung des Endneolithikums. | D-2-7246-0003 |      |
| Fürsteneck (Standort) | Untertägige Befunde des Mittelalters und der frühen Neuzeit im Bereich der Burg Fürsteneck sowie der katholischen Pfarrkirche St. Johannes Baptist, darunter die Spuren von Vorgängerbauten bzw. älteren Bauphasen. | D-2-7246-0025 |      |
| Wiesmühle (Standort)  | Neuzeitliche Wüstung Wiesmühle. | D-2-7246-0155 |      |